# Piazza della Vittoria (Bolzano)
Piazza della Vittoria (in tedesco Siegesplatz) è una piazza nella circoscrizione Gries-San Quirino di Bolzano.

## Storia

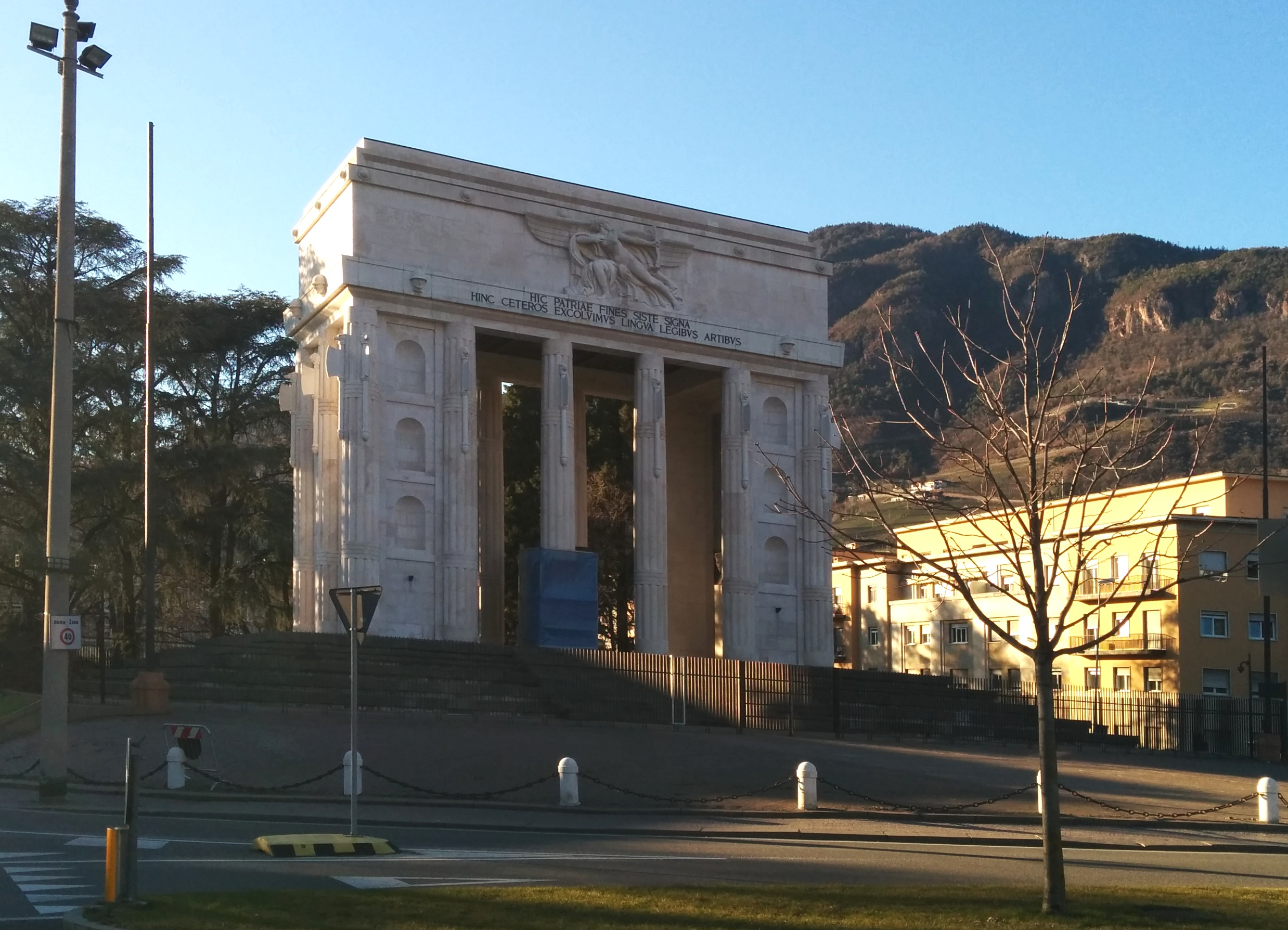
Monumento alla Vittoria.

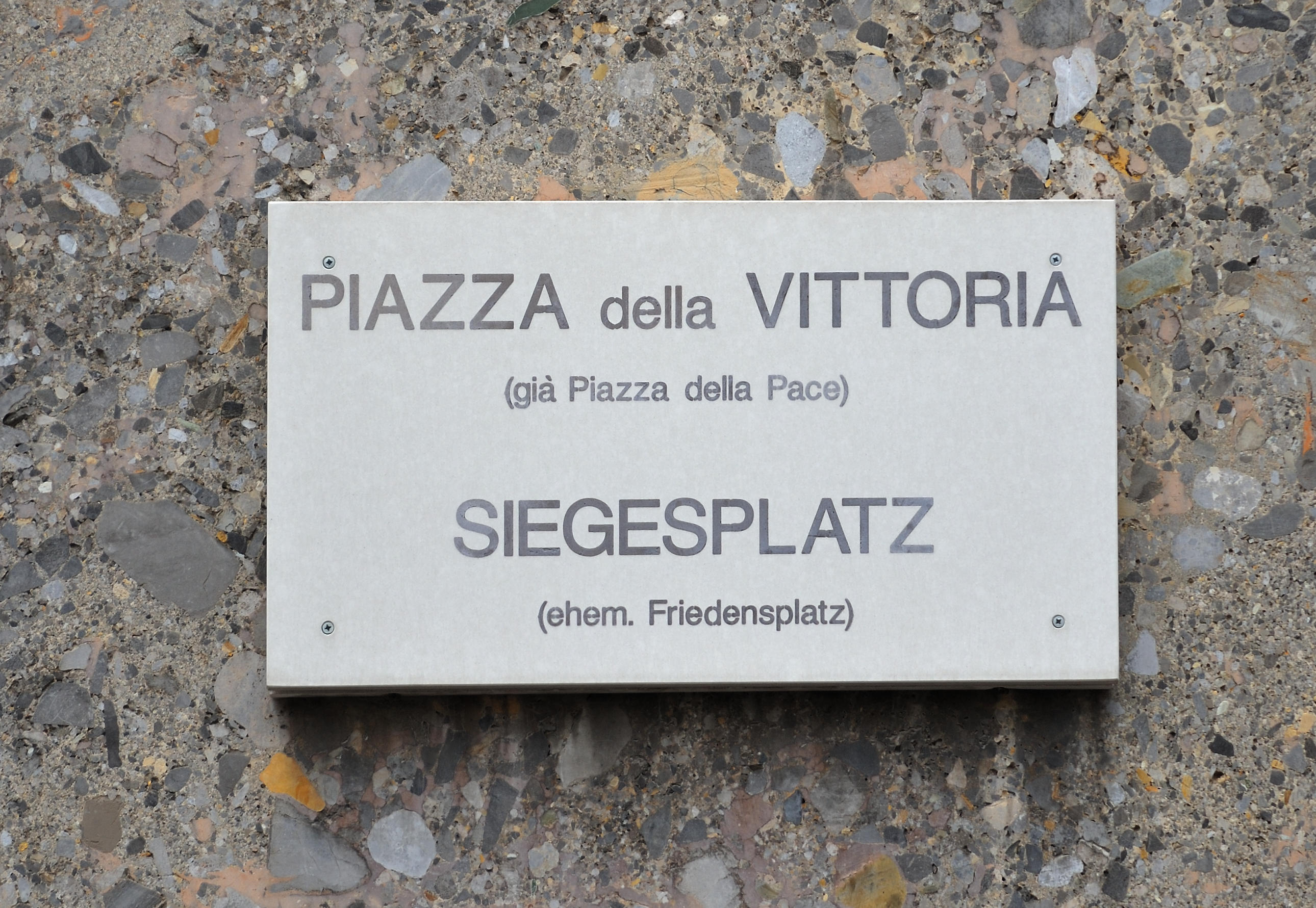
Targa stradale che conserva il nome della tentata ridenominazione del 2001/02.

La piazza venne realizzata negli anni trenta dal regime fascista dopo la vittoria italiana nella prima guerra mondiale e la conseguente annessione dell'allora Tirolo meridionale al regno d'Italia; a tale scopo durante il ventennio venne incaricato Marcello Piacentini di edificare un quartiere con caratteristiche italiane ed improntato allo stile del razionalismo italiano. Il corso della Libertà conserva grandi palazzi con facciate e porticati.; quando arriva in piazza della Vittoria si apre in un grande giardino dove si trova il monumento alla Vittoria. Nel corso degli anni, per il suo nome e per il suo monumento, è stata al centro di dibattiti nonché di importanti iniziative di risemantizzazione e si è deciso di rivisitare lo spazio dedicato al parco.

## Origine del nome
Piazza della Vittoria deve il suo nome alla celebrazione della vittoria italiana del 1918 e per breve tempo, nel 2001/02, venne rinominata piazza della Pace-Friedensplatz.

## Descrizione
La piazza è racchiusa tra grandi edifici in stile razionalista e contiene anche un'ampia area verde a breve distanza dai prati del Talvera vicina al centro storico, nella circoscrizione Gries-San Quirino. Vi si tiene settimanalmente il mercato.